# Wisła Płock (pallamano)
Il SPR ORLEN Wisła Płock è una squadra di pallamano maschile polacca con sede a Płock.
È stata fondata nel 1964.

## Palmarès

### Competizioni nazionali
- Campionato polacco: 9

1994-95, 2001-02, 2003-04, 2004-05, 2005-06, 2007-08, 2010-11, 2023-24, 2024-25
- Coppa di Polonia: 13

1991-92, 1994-95, 1995-96, 1996-97, 1997-98, 1998-99, 2000-01, 2004-05, 2006-07, 2007-08, 2021-22, 2022-23, 2023-24
- Supercoppa polacca: 1

2024

## Allenatori
- 1964-1989 ?
- 1989-1992  Marek Motyczyński
- 1992-2000  Bogdan Zajączkowski
- 2000-2002  Zenon Łakomy
- 2002-2003  Edward Koziński
- 2003-2004  Bogdan Kowalczyk
- 2004-2006  Krzysztof Kisiel
- 2006-2008  Bogdan Zajączkowski
- 2008-2009  Bogdan Kowalczyk
- 2009  Flemming Oliver Jensen
- 2009-2010  Tomas Sivertsson
- 2010-2013  Lars Walther
- 2013-2016  Manolo Cadenas
- 2016-2018  Piotr Przybecki
- 2018  Krzysztof Kisiel
- 2018-  Xavi Sabaté

## Rosa 2025-26

### Giocatori
| N° | Naz.                            | Ruolo | Sportivo             | Anno |  |  |
| -- | ------------------------------- | ----- | -------------------- | ---- |  |  |
| 1  | Norvegia (bandiera)             | P     | Torbjørn Bergerud    | 1994 |  |  |
| 3  | Polonia (bandiera)              | A     | Michał Daszek        | 1992 |  |  |
| 8  | Slovenia (bandiera)             | T     | Mitja Janc           | 2003 |  |  |
| 9  | Polonia (bandiera)              | A     | Jakub Szyszko        | 2001 |  |  |
| 11 | Polonia (bandiera)              | T     | Marcel Sroczyk       | 1998 |  |  |
| 16 | Polonia (bandiera)              | P     | Wojciech Borucki     | 2001 |  |  |
| 17 | Spagna (bandiera)               | PV    | Abel Serdio          | 1994 |  |  |
| 18 | Bosnia ed Erzegovina (bandiera) | T     | Marko Panić          | 1991 |  |  |
| 19 | Croazia (bandiera)              | PV    | Leon Šušnja          | 1993 |  |  |
| 21 | Bielorussia (bandiera)          | T     | Kyril Samoila        | 2002 |  |  |
| 22 | Francia (bandiera)              | T     | Melvyn Richardson    | 1997 |  |  |
| 23 | Slovenia (bandiera)             | T     | Miha Zarabec         | 1991 |  |  |
| 24 | Ungheria (bandiera)             | T     | Gergő Fazekas        | 2003 |  |  |
| 26 | Polonia (bandiera)              | A     | Przemysław Krajewski | 1987 |  |  |
| 30 | Bosnia ed Erzegovina (bandiera) | T     | Mirsad Terzić        | 1983 |  |  |
| 32 | Croazia (bandiera)              | P     | Mirko Alilović       | 1985 |  |  |
| 33 | Polonia (bandiera)              | PV    | Dawid Dawydzik       | 1994 |  |  |
| 34 | Croazia (bandiera)              | A     | Lovro Mihić          | 1994 |  |  |
| 43 | Ungheria (bandiera)             | T     | Zoran Ilić           | 2002 |  |  |
| 49 | Ungheria (bandiera)             | T     | Zoltán Szita         | 1998 |  |  |
| 99 | Russia (bandiera)               | T     | Sergei Kosorotov     | 1999 |  |  |

### Staff
- Allenatore:  Xavi Sabaté
- Vice allenatore:  Dawid Nilsson
- Allenatore dei portieri:  Marcin Wichary
- Team manager:  Grzegorz Markiewicz